# D’Wayne Eskridge
D’Wayne Eskridge (geboren am 23. März 1997 in Winona, Mississippi) ist ein US-amerikanischer American-Football-Spieler auf der Position des Wide Receivers. Er spielte drei Jahre lang für die Seattle Seahawks in der National Football League (NFL) und steht zurzeit bei den Miami Dolphins unter Vertrag. Zuvor spielte er College Football für Western Michigan und wurde von den Seattle Seahawks in der zweiten Runde im NFL Draft 2021 ausgewählt.

## Frühe Jahre
Eskridge wuchs in Winona, Mississippi als Kind auf, bevor seine Familie nach Bluffton, Indiana zog. Er ging dort auf die Bluffton High School, wo er American Football spielte und im Leichtathletik-Team war. Als Senior wurde er als Indiana’s Mr. Track and Field ausgezeichnet. Nach der Highschool verpflichtete er sich, für die Western Michigan Broncos der Western Michigan University College Football zu spielen. Sein einziges anderes Angebot aus der FBS bekam er von den Ball State Cardinals.

## College
Als Freshman war Eskridge nur der Backup Wide Receiver und spielte dementsprechend wenig. In seinem zweiten Jahr wurde er zum Starter benannt und beendete die Saison mit 30 Passfängen für 506 Yards und drei Touchdowns. Als Junior konnte er 38 Pässe für 776 Yards sowie drei Touchdowns fangen. In der Offseason verbrachte er viel Zeit auf der Position des Cornerbacks. In seiner Senior Saison wurde er als Starter in der Offense als auch der Defense aufgestellt. Im vierten Spiel brach er sich sein Schlüsselbein und musste die Saison verletzt beenden. Er konnte aber ein Medical Redshirt nehmen, um dadurch ein Jahr länger die Spielberechtigung für das College zu erhalten. Als Redshirt Senior spielte er nur noch Wide Receiver und übernahm noch zusätzlich die Rolle des Kick Returners. Am Ende der Saison wurde er in das First-Team All-MAC gewählt, nachdem er mit 34 gefangenen Pässen für 784 Yards und acht Touchdowns die meisten Yards in der gesamten Conference fangen konnte. Ebenfalls wurde er zum MAC Special Teams Player of the Year gewählt, da er 16 Kickoffs für 467 Yards sowie einen Touchdowns zurücktragen konnte. Nach der Saison nahm er am Senior Bowl 2021 teil.

### College-Statistiken
| Saison                       | Team             | Spiele | Passspiel | Passspiel | Passspiel | Passspiel | Laufspiel | Laufspiel | Laufspiel | Laufspiel |
| Saison                       | Team             | Spiele | Rec       | Yds       | Avg       | TD        | Att       | Yds       | Avg       | TD        |
| ---------------------------- | ---------------- | ------ | --------- | --------- | --------- | --------- | --------- | --------- | --------- | --------- |
| 2016                         | Western Michigan | 10     | 17        | 121       | 7,1       | 1         | 6         | 60        | 10,0      | 0         |
| 2017                         | Western Michigan | 12     | 30        | 506       | 16,9      | 3         | 4         | 13        | 3,3       | 0         |
| 2018                         | Western Michigan | 11     | 38        | 776       | 20,4      | 3         | 0         | 0         | 0         | 0         |
| 2019                         | Western Michigan | 4      | 3         | 73        | 24,3      | 0         | 0         | 0         | 0         | 0         |
| 2020                         | Western Michigan | 6      | 33        | 768       | 23,3      | 8         | 2         | 43        | 21,5      | 0         |
| Karriere                     | Karriere         | 43     | 121       | 2.244     | 18,5      | 15        | 12        | 116       | 9,7       | 0         |
| Quelle: sports-reference.com |                  |        |           |           |           |           |           |           |           |           |

## NFL
Eskridge wurde im NFL Draft 2021 in der zweiten Runde mit dem 56. Pick von den Seattle Seahawks ausgewählt. Am 14. Mai 2021 unterschrieb er einen Vierjahresvertrag über 5,9 Millionen US-Dollar.
Am ersten Spieltag der Saison 2021 erlitt er eine Gehirnerschütterung. Nachdem er deswegen drei Spiele verpasst hatte, wurde er schließlich am 7. Oktober 2021 auf die Injured Reserve List gesetzt. Am 12. November 2021 wurde er von dieser wieder aktiviert. In der Saison war er nur kleiner Bestandteil der Offense, er fing nur zehn Pässe für 64 Yards und einen Touchdown. Mit einer Bilanz von 7–10 verpasste er mit den Seahawks die Playoffs deutlich.
Im Rahmen der Kaderverkleinerung auf 53 Spieler zu Beginn der Regular Season wurde Eskridge am 27. August 2024 von den Seahawks entlassen. Daraufhin schloss er sich dem Practice Squad der Miami Dolphins an.

### Statistiken
| Jahr                               | Team             | Spiele | Starts | Passspiel | Passspiel | Passspiel | Passspiel | Passspiel | Passspiel | Laufspiel | Laufspiel | Laufspiel | Laufspiel |
| Jahr                               | Team             | Spiele | Starts | Rec       | Tgt       | Yds       | Avg       | TD        | Lng       | Att       | Yds       | Avg       | TD        |
| ---------------------------------- | ---------------- | ------ | ------ | --------- | --------- | --------- | --------- | --------- | --------- | --------- | --------- | --------- | --------- |
| 2021                               | Seattle Seahawks | 10     | 0      | 10        | 20        | 64        | 6,4       | 1         | 17        | 4         | 59        | 14,8      | 0         |
| 2022                               | Seattle Seahawks | 10     | 0      | 7         | 13        | 58        | 8,3       | 0         | 16        | 2         | 10        | 5,0       | 0         |
| 2023                               | Seattle Seahawks | 4      | 0      | 0         | 0         | 0         | 0         | 0         | 0         | 2         | 5         | 2,5       | 0         |
| 2024                               | Miami Dolphins   | 6      | 0      | 3         | 3         | 44        | 14,7      | 0         | 30        | 0         | 0         | 0         | 0         |
| Karriere                           | Karriere         | 30     | 0      | 20        | 37        | 166       | 8,3       | 1         | 30        | 8         | 74        | 9,3       | 0         |
| Quelle: pro-football-reference.com |                  |        |        |           |           |           |           |           |           |           |           |           |           |